# FK Ahal Änew
Maillots
Le FK Ahal Änew est un club turkmène de football basé à Änew, à dix kilomètres de la capitale du pays, Achgabat.

## Histoire du club
Fondé à Änew en 1989 sous le nom de Ahal Akdashayak (Akdashayak est l'ancien nom de la ville d'Änew, jusqu'en 2004), il fait partie des équipes engagées lors de la première édition du championnat du Turkménistan, organisé à la suite de l'indépendance du pays, en 1992. Il évoluait auparavant en deuxième division soviétique. Il disparaît de l'élite avant d'y revenir en 1998.
Participant régulier du championnat, son meilleur résultat a longtemps été une place de dauphin, obtenue lors de la saison 2014. Il est plus performant en Coupe nationale, qu'il parvient à gagner deux années consécutives, en 2013 et 2014, année faste puisque le club s'impose également en Supercoupe, face au HTTU Achgabat.
Son titre en Coupe du Turkménistan a permis au club de participer à la Coupe de l'AFC 2015, où il passe le tour préliminaire avant de terminer à la dernière place de son groupe, lors de la phase de poules.
Son année 2022 est faste : il remporte son premier titre de champion du Turkménistan en 2022, mettant fin au règne de son rival, le FK Altyn Asyr, qui dominait le championnat depuis huit ans mais aussi la Coupe nationale, pour la première fois depuis 5 ans.

## Palmarès
- Championnat du Turkménistan
  - Champion : 2022

- Championnat du Turkménistan D2 (1)
  - Champion : 2009

- Coupe du Turkménistan (4) :
  - Vainqueur en 2013, 2014, 2017 et 2022
  - Finaliste en 2019, 2021 et 2023

- Supercoupe du Turkménistan (1) :
  - Vainqueur en 2014
  - Finaliste en 2015, 2018, 2020 et 2024